# Šėta
Šėta (ryska: Шета) är en ort i Litauen. Den ligger i den centrala delen av landet, 90 km nordväst om huvudstaden Vilnius. Šėta ligger 66 meter över havet och antalet invånare är 1 025.
Terrängen runt Šėta är platt. Runt Šėta är det ganska tätbefolkat, med 58 invånare per kvadratkilometer. Närmaste större samhälle är Kėdainiai, 17,4 km väster om Šėta. Trakten runt Šėta består till största delen av jordbruksmark.